# François Gourdon
François Gourdon (ur. 24 sierpnia 1968 w Chanzeaux) – francuski duchowny katolicki, biskup Saint-Dié od 2025.  

## Życiorys
Święcenia kapłańskie otrzymał 29 czerwca 1997 i został inkardynowany do diecezji Angers. 
20 lutego 2025 papież Franciszek mianował go biskupem diecezji Saint-Dié. Sakry udzielił mu 22 marca 2025 w kościele Notre-Dame-au-Cierge w Épinal metropolita Besançon, arcybiskup Jean-Luc Bouilleret. Jako dewizę przyjął fragment z  Ewangelii św. Łukasza Le semeur sortit pour semer  (Wtedy siewca wyszedł siać) (Łk 8, 5). 